# Philothamnus ruandae
Espèce
Synonymes
- Philothamnus heterodermus ruandae Loveridge, 1951

Philothamnus ruandae est une espèce de serpents de la famille des Colubridae.

## Répartition
Cette espèce se rencontre au Rwanda et au Congo-Kinshasa.

## Publication originale
- Loveridge, 1951 : Synopsis of the African Green Snakes (Philothamnus inc. Chlorophis) with the description of a new form. Bulletin de l'Institut Royal des Sciences Naturelles de Belgique, vol. 27, n. 37, p. 1-12.